# Trallong
Trallong est un village et une communauté du Powys, au pays de Galles.

## Géographie
Trallong est situé dans le sud-ouest du Powys, dans le comté historique du Brecknockshire, à 8 km à l'ouest de la ville de Brecon et au nord de l'Usk.
La communauté de Trallong comprend aussi les villages et hameaux de Soar, Aberbrân (en) et Llanfihangel Nant Brân (en).

## Démographie
Au recensement de 2011, la communauté de Trallong comptait 369 habitants.

## Personnalités liées
Trallong est le village natal du prêtre bénédictin Philip Powell (1594-1646), exécuté pour sa foi durant la Première révolution anglaise et vénéré depuis 1929 par l'Église catholique comme l'un des Cent sept martyrs d'Angleterre et du pays de Galles.